# No es compra el silenci
No es compra el silenci (títol original en anglès: The Liberation of L.B. Jones) és la darrera pel·lícula dirigida per William Wyler. Ha estat doblada al català.

## Argument
Un advocat d'alt rang del Sud es compromet a representar un home de color Lord Byron Jones en un cas de divorci contra la seva dona, que l'enganya amb un policia blanc. El seu client acabarà malament.

## Repartiment
- Lee J. Cobb: Oman Hedgepath
- Anthony Zerbe: Willie Joe Worth
- Roscoe Lee Browne: L.B. Jones
- Lola Falana: Emma Jones
- Lee Majors: Steve Mundine
- Barbara Hershey: Nella Mundine
- Yaphet Kotto: Sonny Boy Mosby
- Arch Johnson: Stanley Bumpas
- Chill Wills: Mr. Ike
- Zara Cully: Mama Lavorn
- Fayard Nicholas: Benny
- Joe Attles: Henry
- Lauren Jones: Erleen
- Dub Taylor: L'alcalde
- Brenda Sykes: Jelly
- Ray Teal: Cap de la policia
- Eve McVeagh: Miss Griggs, secretària
- Sonora McKeller: Miss Ponsella
- Robert Van Meter: L'home cec
- John S. Jackson: Sospitós